# لو تسنگ تسیانگ
لو تسنگ - تسیانگ یا لو ژنگشیانگ (نویسه‌های چینی سنتی: 陸徵祥) زادهٔ ۱۲ ژوئن ۱۸۷۱، درگذشت ۱۵ ژانویه ۱۹۴۹، یک دیپلمات چینی و راهب کلیسای کاتولیک روم بود. او دو بار نخست‌وزیر جمهوری چین شد و نمایندگی کشورش را در کنفرانس صلح ۱۹۱۹ پاریس داشت. او در جوانی گاهی از نام فرانسوی رِنِه لو استفاده می‌کرد همچنین نام کاتولیکش پیر-سِلستَن، O. S. B بود.

## زندگی
لو در ۱۲ ژوئن ۱۸۷۱ در استان چجیانگ به دنیا آمد و با مذهب پروتستانی پرورش یافت. او در فلسفه پیرو کنفسیوس‌گرایی بود. او تا سیزده سالگی در خانه درس خواند پس از آن به یک مدرسهٔ فرانسوی در شانگهای رفت. در ۱۸۹۳ او به عنوان مترجم به سفارت چین در سن پترزبورگ فرستاده شد. در آن دوران زبان دیپلماتیک، زبان فرانسوی بود. در روسیه او به روسی نیز مسلط شد. لو با یک زن بلژیکی در سن پترزبورگ ازدواج کرد و کم‌کم به کلیسای کاتولیک متمایل شد. آنها هیچ فرزندی نداشتند.

### به عنوان دیپلمات
سال‌های آغازین فعالیت او با شورش مشتزن‌ها همزمان بود و در همان دوران بود که استاد و راهنمای او، شو جینگچنگ (Xu Jingcheng) را در پکن گردن زندند. لو در کنوانسیون‌های ۱۸۹۹ و ۱۹۰۷ لاهه نمایندهٔ چین و دودمان چینگ بود (۱۸۹۹ و ۱۹۰۷). هنگامی که انقلاب شین‌های روی داد او سفیر چین در روسیه بود و برخلاف نصیحت دوستانش در دیگر پایتخت‌های اروپایی، این مسئولیت را در خود حس کرد که به پکن پیام دهد که امیدی به کمک قدرت‌های بزرگ نداشته باشد.

### نخست‌وزیر و وزیر امور خارجهٔ چین
در اعلام جمهوری چین در ۱۹۱۲، لو به حزب سون یات سن پیوست و به عنوان وزیر امور خارجه فعال شد. در آن هنگام یوآن شیکای رئیس‌جمهور بود (مارس تا سپتامبر ۱۹۱۲). در فاصلهٔ اوت تا سپتامبر ۱۹۱۲ لو نخست‌وزیر نیز بود او مدتی بعد ظاهراً به دلیل مشکلات جسمی و سلامتی مجبور به استعفا شد اما دلیل اصلی این کار نداشتن گذشتهٔ سیاسی چشمگیر بود. از نوامبر ۱۹۱۲ تا سپتامبر ۱۹۱۳ او در وزارت خارجه خدمت کرد. او تمام تلاشش را کرد تا در دولت جدید خود را نزدیک به هیچ فرقه و حزبی نشان ندهد اما جو بستهٔ حکومت باعث شد تا او عملاً تأثیر ناچیزی در سیاست داشته باشد و دوباره مجبور به استعفا شد. او در هنگام ترک وزارت خارجه مشغول به بنیان‌گذاری اجتماع چینی قانون بین‌الملل بود.
از ۲۷ ژانویه ۱۹۱۵ تا ۱۷ مه ۱۹۱۶ او برای بار سوم وزیر امور خارجه شد؛ این بار در دولت بئی یانگ در پکن. دولت جدید تمایل بیشتری به بهبود روابط خارجی داشت و مذاکرات دشواری را با ژاپن و روسیه انجام داد. لو در ۳۰ نوامبر ۱۹۱۷ برای بار چهارم وزیر امور خارجه شد. و تا ۳۰ اوت ۱۹۲۰ خدمت کرد.

### بلژیک
لو از ۱۹۲۲ تا ۱۹۲۷ فرستادهٔ چین به جامعه ملل در ژنو شد. او پس از مرگ همسرش خود را از کارهای سیاسی بازنشسته کرد و در ۱۹۲۷ درخواست عضویت در کلیسا را داد و نام خود را به پیر-سلستن تغییر داد. او در ۱۹۳۵ رسماً کشیش شد.